# 기숙사

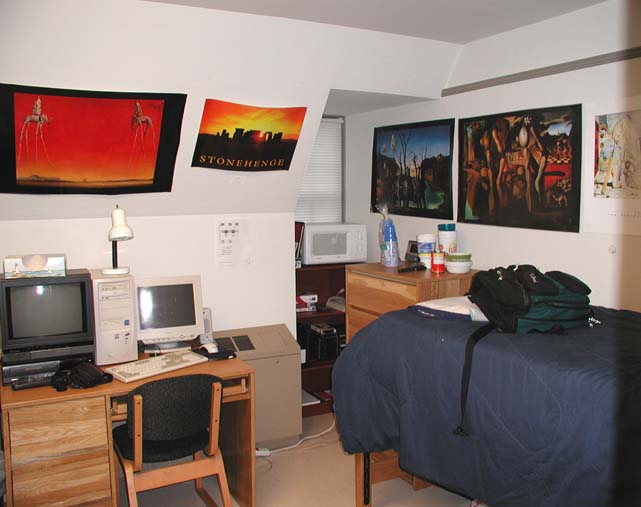
2002년 미국 대학 기숙사 방

기숙사(寄宿舍) 또는 숙사(宿舍)는 많은 사람들에게 수면과 삶의 터전을 제공하는 건물이나 방을 일컫는다. 보통 대학교나 기숙형 고등학교 등의 기숙학교 학생들이 이곳을 찾는다.

## 예시
미시간주 이스트 랜싱에 위치한 미시간 주립대학교는 미국에서 가장 큰 거주 시설을 갖추고 있다. 신입생은 적어도 1년 동안은 45,000명이 넘는 학생들이 활동하는 캠퍼스 기숙사에 살 것을 요구 받는다. 16,000명의 학생들은 다음과 같은 곳에서 살고 있다.
- 대학생용 건물 23 곳
- 대학원생용 건물 1 곳 (오웬 홀)
- 아파트 빌리지 3 곳

일리노이 주립대학교의 와터슨 타워는 세계에서 가장 큰 거주 지역 가운데 하나이다. 1967년에 지어진 28층의 단지는 2,200 명이 넘는 학생을 보유하고 있으며, 건물들의 높이는 91 미터나 된다.
코펜하겐 대학교의 발켄도르프 칼리지는 1589년에 세워졌다. 옥스퍼드 대학교와 케임브리지 대학교만큼 오래되진 않았지만 세계에서 가장 오래된 기숙사들 가운데 하나이다.

## 기숙사를 소재로 한 작품

### 만화 영화
- 러브히나

## 같이 보기
- 대학교
- 룸메이트
- 공영주택
- 숙박